# Martinet d'Ussher
Telacanthura ussheri
Espèce
Synonymes
- Chaetura ussheri Sharpe, 1870
(protonyme)

Statut de conservation UICN

 LC  : Préoccupation mineure
Le Martinet d’Ussher (Telacanthura ussheri) est une espèce d'oiseaux d'Afrique subsaharienne appartenant à la famille des Apodidae.

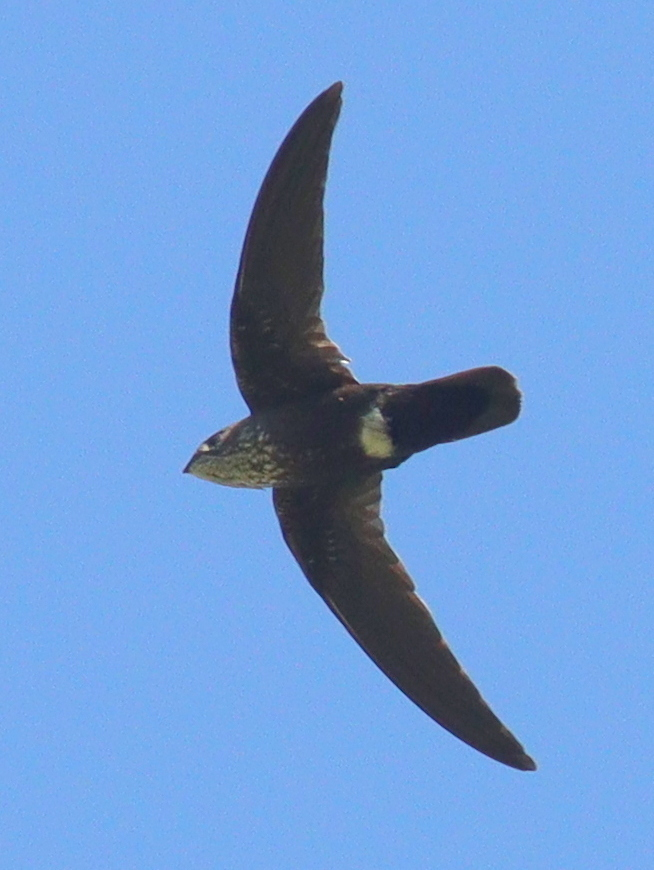
Spécimen en vol au Kenya.

## Répartition
Cette espèce vit en Afrique subsaharienne.